# 霍默頓站
霍默顿站（英語：Homerton railway station）是伦敦地上铁北伦敦线的一座车站，位于伦敦的哈克尼區，属于第2收费区。

## 历史
- 1868年10月1日，本站开通。
- 1944年5月15日，本站服務停止，并開通接駁巴士。
- 1945年4月23日，本站關閉，站房一並被拆除。
- 1985年5月13日，本站重新啟用[4]。

## 車站周邊
- 霍默顿大学医院
- 哈克尼沼泽

## 列车服务
非高峰期：
- 西行列車經海布里及伊斯灵顿站、卡姆登路站、威爾斯登交匯站至里士满站方向：每小时4班
- 西行列車至克拉珀姆交汇站方向：每小时2班
- 東行列車至斯特拉特福德站方向：每小时4班[5]

## 其他
为保证4编组列车在伦敦地上铁顺利运行，本站至斯特拉特福德站、福音橡站区间自2010年2月至6月1日关闭，用于安装新的信号系统。直至2011年5月，每周日仍会出现在信号升级期间导致列车班次减少的情况。